# Henoks bok
Henoks bok (även Första Henoksboken) är en religiös apokryfisk judisk text vars äldsta del troligen skrevs runt år 300 f.Kr. och dess nyaste del kring 110 f.Kr.. Den tillskrivs profeten Henok, vilken enligt Bibeln är Noas farfarsfar. Den ingår inte i Bibelns kanon, och betraktas som en pseudepigraf. Den är egentligen en litteratursamling, ej en enskild bok. Innehållet utgörs av vissa apokalyptiska föreställningar.

## Beskrivning
Författaren av Judasbrevet i Nya testamentet citerar direkt ur Henoks bok:
14–15 "Om dem har också Hanok i det sjunde släktledet efter Adam profeterat: 'Se, Herren kommer med sina mångtusen heliga för att hålla dom över alla och straffa alla för de gudlösa gärningar som de har begått och för alla de hårda ord som dessa gudlösa syndare har talat mot honom'".
Jämför:
1 Henok 60:8 "Hanok i det sjunde släktledet efter Adam."
1 Henok 1:9 "Herren kommer med sina mångtusen heliga för att hålla dom över alla och bestraffa alla de ogudaktiga för alla de ogudaktiga gärningar som de hava övat, och för alla de förmätna ord som de i sin syndiga ogudaktighet hava talat mot honom."
Förlagan till 1 Henok 1:9 är 5 Mosebok:
5 Mosebok 33:2 "han sade »HERREN kom från Sinai, och från Seir gick hans sken upp för dem; man kom fram i glans från berget Paran, ut ur hopen av mångtusen heliga; på hans högra sida brann i eld en lag för dem."
Flera kyrkofäder har även hänvisat till Henoks bok i sina egna verk. Man tror att samtliga av de nytestamentliga författarna kände till boken och influerades av den.
Betydande delar av Henoks bok har återfunnits på arameiska bland Dödahavsrullarna. Det finns också ett par fragment bevarade på grekiska och latin. Man tror att boken skrevs på arameiska, och delvis på hebreiska. Ge'ez är emellertid det enda språk på vilket hela texten finns bevarad. Boken består av 108 kapitel, vilka uppdelats i 5 huvuddelar. Den ingår i den etiopisk-ortodoxa kyrkans Bibel.
Henoks bok beskriver de fallna änglarna som kom till Enok för att medla med Gud efter att Han fastställt deras undergång. Resten av boken beskriver Enoks andliga besök i himlen, i form av en vision, och hans uppenbarelser. Henoks bok, liksom evangelierna, talar mycket om Människosonen, det de kristna tolkar som Jesus.